# Rankoshi
Rankoshi (蘭越町, Rankoshi-chō) est un bourg du district d'Isoya, situé dans la sous-préfecture de Shiribeshi, sur l'île de Hokkaidō, au Japon.

## Géographie

### Démographie
Au 31 mars 2015, la population de Rankoshi s'élevait à 4 981 habitants répartis sur une superficie de 449,78 km2.

## Jumelage
- Saalfelden (Autriche) depuis 1969[1].